# Palpidia cocophaga
Palpidia cocophaga là một loài bướm đêm trong họ Erebidae.